# Zöblitz
Zöblitz je dřívější město, místní část velkého okresního města Marienberg v německé spolkové zemi Sasko. Nachází se v zemském okrese Krušné hory a má přibližně 1 700 obyvatel.